# 10838 Lebon
10838 Lebon este un asteroid din centura principală, descoperit pe 9 martie 1994, de Eric Elst.